# La mujer y la Muerte
La mujer  y la Muerte (Der Tod und die Frau) es una obra del pintor alemán Hans Baldung, de alrededor de 1517.
El cuerpo desnudo de piel pálida y suave de una mujer voluptuosa contrasta con el de la Muerte que Baldung no personifica en el típico esqueleto sino en un cadáver en descomposición, de piel oscurecida y flácida. 
Sobre un fondo oscuro, la mujer está de pie en el cementerio sobre una lápida, intentando retirar la mortaja que ya le envuelve las piernas, mientras recibe horrorizada el beso de la Muerte, que la sujeta con suavidad.
Pertenece a la temática predilecta de Baldung de la Vanitas o alegoría de la fugacidad de la vida y el placer, derivada de la Danza de la Muerte, que el maestro alemán cargó de erotismo.